# 海田西インターチェンジ
海田西インターチェンジ（かいたにしインターチェンジ）は、広島県安芸郡海田町に設置予定の国道2号東広島バイパス・広島南道路のインターチェンジ。
東広島バイパス海田ランプ方面のみ接続するハーフICである。

## 道路
- 東広島バイパス
- 広島南道路（予定）

## 接続路線
- 広島県道276号矢野海田線

## 周辺
- 海田郵便局
- 広島銀行海田東支店
- ひまわり通り

## 隣
東広島バイパス
海田東IC - 海田西IC - 海田ランプ
広島南道路
海田西IC（計画中） - 東部流通東出入口（計画中） - 東部流通西出入口（海田大橋出入口）